# Avalon (Pennsylvania)
Avalon ist ein Borough im Allegheny County, Pennsylvania, USA. Das U.S. Census Bureau hat bei der Volkszählung 2020 eine Einwohnerzahl von 4.762 ermittelt.

## Geographie
Avalon liegt entlang des Ohio Rivers. Am 9. Dezember 1874 entstand der Ort als Gemeinde vom Kilbuck Township.
| Emsworth         | Ben Avon Heights | West View |
|                  | Kompass          |           |
| Kennedy Township | Stowe Township   | Bellevue  |

## Belege
1. ↑  Explore Census Data Total Population in Avalon borough, Pennsylvania. Abgerufen am 22. März 2023.
2. ↑  Population of Civil Divisions Less than Counties. (PDF) In: 1880 United States Census. U.S. Census Bureau, abgerufen am 24. November 2013.
3. ↑  Population-Pennsylvania. (PDF) In: U.S. Census 1910. U.S. Census Bureau, abgerufen am 22. November 2013.
4. ↑  Number and Distribution of Inhabitants:Pennsylvania-Tennessee. (PDF) In: Fifteenth Census. U.S. Census Bureau
5. ↑  Number of Inhabitants: Pennsylvania. (PDF) In: 18th Census of the United States. U.S. Census Bureau, abgerufen am 22. November 2013.
6. ↑  Pennsylvania: Population and Housing Unit Counts. (PDF) U.S. Census Bureau, abgerufen am 22. November 2013.
7. ↑  American FactFinder. United States Census Bureau, archiviert vom Original (nicht mehr online verfügbar) am 11. September 2013; abgerufen am 31. Januar 2008.
8. ↑  Annual Estimates of the Resident Population. U.S. Census Bureau, abgerufen am 22. November 2013.